# Cuphea stygialis
Cuphea stygialis är en fackelblomsväxtart som beskrevs av Alicia Lourteig. Cuphea stygialis ingår i släktet blossblommor, och familjen fackelblomsväxter. Inga underarter finns listade i Catalogue of Life.